# Bégoux
Bégoux est un quartier pavillonnaire de Cahors dans le Lot, situé sur la D911 en direction de Villefranche-de-Rouergue, à environ 5 km du centre ville.
C'est un quartier vivant où 14 associations (Cercle occitan, football, comité des fêtes, …) fonctionnent.
La population est d'environ 2 000 personnes avec les lieux-dits de Cavaniès, du Peyrat et d'Artix. Sa superficie est de 4,5 km2. Elle est bordée par le Lot, où, de l'autre côté se trouve le village de Lamagdelaine. Apprécié par sa proximité du centre ville.